# Coupe de Luxembourg 1934-1935
La Coppa di Lussemburgo 1934-1935 è stata la 14ª edizione della coppa nazionale lussemburghese disputata tra il 7 ottobre 1934 e il 7 aprile 1935 e conclusa con la vittoria del Jeunesse Esch, al suo primo titolo.

## Formula
Eliminazione diretta in gara unica.

### 1º Turno preliminare
•L'US Niederwiltz passa direttamente il turno
| Squadra 1                 | Risultato   | Squadra 2                |
| ------------------------- | ----------- | ------------------------ |
| 7 ottobre 1934            |             |                          |
| AS Luxembourg             | 0 − 6       | Oberkorn                 |
| Avenir Beggen             | 8 − 0       | Daring Echternach        |
| Blue Boys Muhlenbach      | 5 − 3       | Pétange                  |
| Fola Esch                 | 9 − 1       | Mansfeldia Clausen       |
| Jeunesse 07 Kayl          | 0 − 2       | Chiers Rodange           |
| Jeunesse Hautcharage      | 4 − 3       | Sporting Schouweiler     |
| Mondorf                   | 2 − 1       | Tricolore Muhlenweg      |
| Racing Rodange            | 4 − 2       | Alliance Dudelange       |
| Rapid Neudorf             | 1 − 6       | Stade Dudelange          |
| Red Boys Aspelt           | 1 − 0       | Mondercange              |
| Red Star Merl             | 2 − 6       | Egalité Weimerskirch     |
| Rumelange                 | 1 − 2       | Differdange              |
| Sporting Bertrange        | 1 − 3       | CS Hollerich             |
| Swift Hesperange          | 0 − 5       | Progrès Grund            |
| Tetange                   | 1 − 6       | The National Schifflange |
| FC Luxemburg/Limpertsberg | 3 − 3 (dts) | US Esch                  |

| Squadra 1                    | Risultato | Squadra 2                 |
| ---------------------------- | --------- | ------------------------- |
| 25 novembre 1934 (Spareggio) |           |                           |
| US Esch                      | 3 − 1     | FC Luxemburg/Limpertsberg |

### 2º Turno preliminare
•Il Red Boys Aspelt passa direttamente il turno
| Squadra 1                | Risultato   | Squadra 2            |
| ------------------------ | ----------- | -------------------- |
| 2 dicembre 1934          |             |                      |
| Blue Boys Muhlenbach     | 3 − 4       | Stade Dudelange      |
| Differdange              | 1 − 0       | Chiers Rodange       |
| Jeunesse Hautcharage     | 5 − 1       | Progrès Grund        |
| Mondorf                  | 1 − 4       | Avenir Beggen        |
| Racing Rodange           | 3 − 4       | Egalité Weimerskirch |
| The National Schifflange | 5 − 0       | Oberkorn             |
| US Niederwiltz           | 1 − 10      | Fola Esch            |
| CS Hollerich             | 1 − 1 {aet} | US Esch              |

| Squadra 1                    | Risultato | Squadra 2 |
| ---------------------------- | --------- | --------- |
| 23 dicembre 1934 (Spareggio) |           |           |
| CS Hollerich                 | 2 − 0     | US Esch   |

### Ottavi di finale
| Squadra 1                | Risultato   | Squadra 2             |
| ------------------------ | ----------- | --------------------- |
| 20 gennaio 1935          |             |                       |
| Avenir Beggen            | 6 − 1       | Aris Bonnevoie        |
| CS Hollerich             | 1 − 5       | US Dudelange          |
| Egalité Weimerskirch     | 1 − 4       | Red Boys Differdange  |
| Fola Esch                | 1 − 2       | Union Luxembourg      |
| Jeunesse Esch            | 5 − 0       | Red Boys Aspelt       |
| Progrès Niedercorn       | 3 − 1       | Jeunesse Hautcharage  |
| Spora Luxembourg         | 7 − 2       | Differdange           |
| The National Schifflange | 2 − 2 (dts) | Red Black Pfaffenthal |

| Squadra 1                   | Risultato | Squadra 2                |
| --------------------------- | --------- | ------------------------ |
| 27 gennaio 1935 (Spareggio) |           |                          |
| Red Black Pfaffenthal       | 3 − 2     | The National Schifflange |

### Quarti di finale
| Squadra 1            | Risultato | Squadra 2             |
| -------------------- | --------- | --------------------- |
| 3 febbraio 1935      |           |                       |
| Jeunesse Esch        | 3 − 0     | Red Black Pfaffenthal |
| Progrès Niedercorn   | 4 − 0     | US Dudelange          |
| Red Boys Differdange | 5 − 2     | Avenir Beggen         |
| Spora Luxembourg     | 3 − 2     | Union Luxembourg      |

### Semifinali
| Squadra 1            | Risultato   | Squadra 2          |
| -------------------- | ----------- | ------------------ |
| 3 marzo 1935         |             |                    |
| Spora Luxembourg     | 0 − 2       | Jeunesse Esch      |
| Red Boys Differdange | 2 − 2 {aet} | Progrès Niedercorn |

| Squadra 1                 | Risultato | Squadra 2          |
| ------------------------- | --------- | ------------------ |
| 24 marzo 1935 (Spareggio) |           |                    |
| Red Boys Differdange      | 2 − 1     | Progrès Niedercorn |

## Finale
| Arbitro: | Maurice Hamus |

|     |           |     |
| Gol | Marcatori | Gol |